# زوي غاردنر
زوي غاردنر (بالإنجليزية: Zoe Gardner)‏ هي ممثلة بريطانية، ولدت في 1975.

## وصلات خارجية
- زوي غاردنر على موقع IMDb (الإنجليزية)